# Phenacoccus solenopsis
Phenacoccus solenopsis  (лат.) — вид полужесткокрылых насекомых-кокцид рода Phenacoccus из семейства мучнистые червецы (Pseudococcidae).

## Распространение
Южная Америка: Бразилия, Аргентина, Галапагосские острова, Куба, Панама, Чили, Эквадор. Северная Америка: Мексика, США.

## Описание
Обычно встречаются в почве, иногда в муравейниках (например, у огненных муравьёв рода Solenopsis sp.). Питаются соками корней таких растений из десятка разных семейств, как томат Solanum lycopersicum), паслён, физалис (Physalis), сладкий огурец (Solanum muricatum) (Паслёновые), люпин (Бобовые), Мареновые, Amaranthaceae, Астровые, Молочайные, Лоазовые, Вербеновые, и других.
Таксон Phenacoccus solenopsis включён в состав рода Phenacoccus вместе с видами P. herreni, P. hurdi, P. madeirensis, P. manihoti, P. solani, P. baccharidis, P. tucumanus, и другими.
Видовое название происходит от родового имени муравьёв (Solenopsis geminata), в гнезде которых в США были впервые обнаружены на корнях Boerhavia spicata и Kallstroemia brachystylis.